# Powiat kamionecki (Galicja)
Powiat kamionecki – dawny powiat kraju koronnego Królestwo Galicji i Lodomerii, istniejący w latach 1867–1918.
Siedzibą c.k. starostwa była Kamionka Strumiłowa. Powierzchnia powiatu w 1879 roku wynosiła 15,2153 mil kw. (875,49 km²), a ludność 72 371 osób. Powiat liczył 91 osad, zorganizowanych w 74 gminy katastralne.
Na terenie powiatu działały 3 sądy powiatowe – w Kamionce, Busku i Radziechowie.

## Starostowie powiatu
- Eugeniusz Lachowski (1871)
- Mateusz Mauthner (do 1877)[1]
- vacat (zastępca starosty Władysław Krzaczkowski, 1879)[2]
- Józef Mięsowicz (1882)
- Edwin Płażek (1889), dr praw
- Franciszek Roder (1890, 1891)
- Ludwik Bernacki (m.in. 1895, 1896, 1897)
- Mieczysław Strzelbicki (1905)
- Aleksander Des Loges

### Kierownicy starostwa
- Ludwik Bernacki (m.in. 1892, 1893, 1893, 1894)

## Komisarze rządowi
- Erazm Zaremba (1871)
- Czesław Niewiadomski (1879–1882)
- Juliusz Łempicki (1890)